# Erde (1930)
Erde (Originaltitel: Semlja) ist ein sowjetisches Filmdrama von Alexander Dowschenko aus dem Jahr 1930. Er gilt als einer der bekanntesten Stummfilme der UdSSR.

## Handlung
Er erzählt von der Umgestaltung der sowjetischen Ukraine, vom Gegensatz zwischen der alten Welt der Großgrundbesitzer, der „Kulaken“, und der neuen kommunistischen Jugend. Die Handlung findet in einem kleinen ukrainischen Dorf statt, in dem man ungeduldig auf einen Traktor wartet, der der dortigen Kolchose vom Stadtbezirkskomitee versprochen wurde. Als der Traktor endlich da ist, kommt es zum Konflikt: Als der junge Traktorist Wassili wagt, die Grenzsteine umzupflügen, die bis dahin die Felder der Großgrundbesitzer markierten, wird er von einem Kulaken erschossen.

## Hintergrund
Der Film entstand vor dem Hintergrund der stalinistischen Entkulakisierung und beteiligt sich an der Dämonisierung der sogenannten Kulaken.
Er wurde im historischen Kontext des ersten Fünf-Jahres-Plans gedreht und um vier Szenen gekürzt, die von den sowjetischen Zensurbehörden als zu freizügig angesehen wurden. (→Zensur in der Sowjetunion)

## Kritik
Der Film wurde bei der Brüsseler Weltausstellung 1958 von einem internationalen Gremium aus 117 Filmkritikern und -wissenschaftlern zu einem der zehn bedeutendsten Filme der Welt gekürt.
film-dienst feierte Dowschenkos Film in seiner Kritik als „Meilenstein des sowjetischen Revolutionskinos“ und hob seine aufsehenerregende formale Gestaltung hervor, die zugleich als Vorläufer der modernen Avantgarde gelte.
In der 2021 erstellten Liste der 100 besten Filme in der Geschichte des ukrainischen Kinos landete der Film auf dem zweiten Platz.